# Paracryptodira
Paracryptodira es un infraorden extinto de tortugas (Testudines). Inicialmente considerado como un suborden hermano del grupo Cryptodira, ahora es tratado como un linaje muy primitivo dentro de Cryptodira de acuerdo al uso más común de este último taxón. Algunas criptódiras prehistóricas algo menos primitivas (por ejemplo, las "tortugas cornudas", Meiolaniidae) así como las formas vivientes conforman el grupo Eucryptodira.
De acuerdo al concepto en desuso, los paracriptódiros se componían de dos familias del Cretácico, Pleurosternidae y Baenidae. La primera ha sido hallada en América del Norte, Europa, y posiblemente Asia, mientras que la segunda es solo conocida de América del Norte. De acuerdo con el conocimiento actual, las familias Macrobaenidae y Neurankylidae son separadas de Baenidae para formar la superfamilia Baenoidea, cuya monofilia sin embargo requiere ser confirmada. Adicionalmente, existen un cierto número de familias más basales así como algunos taxones de posición incierta en lo que concierne a Baenoidea:
- Kallokibotiidae
- Mongolochelyidae
- Pleurosternidae
- Solemydidae

Macrobaenidae, otro grupo de criptódiros prehistóricos que puede ser realmente una agregación parafilética, son a veces situados parcial o totalmente entre los paracriptódiros.

## Características
Paracryptodira tienen una exposición prefrontal reducida en la superficie dorsal del cráneo, una fenestra perilinfática reducida, y crestas supraoccipitales secundariamente reducidas. En el cráneo, el foramen posterior del canal carótido interior se localiza en una posición media a lo largo de la superficie de la sutura basisfenoide-pterigoides.